# Circondario dell'Alta Algovia
Il circondario dell'Alta Algovia (in tedesco Landkreis Oberallgäu) è uno dei circondari dello stato tedesco della Baviera.
Fa parte del distretto governativo della Svevia.

## Storia
Le prime tracce di insediamento umano in questa regione risalgono all'Età del Bronzo (1800-1200 a.C.). Resti di questi insediamenti sono stati trovati a Burg im Allgäu, vicino a Sonthofen. I Celti occuparono l'Algovia e le regioni circostanti a metà del 600 a.C., insediandosi nella zona e fondando l'attuale città di Kempten. Questa città fu poi ampliata dai Romani, che la chiamarono Cambodunum, fu capitale della provincia romana della Rezia prima di Augusta e conserva reperti romani, fra cui un'area sacra e delle terme.
L'area del distretto dell'Alta Algovia era di proprietà di diversi signori. In epoca medievale Kempten era una libera città imperiale, mentre le terre circostanti erano subordinate ai signori di Staufen e ai conti di Rothenfels. Entrambi cessarono di esistere all'inizio del XIX secolo, quando Napoleone incorporò questi territori nel Regno di Baviera.
Il distretto dell'Alta Algovia, così come è oggi, è stato istituito nel 1972 dalla fusione dei precedenti distretti di Sonthofen e Kempten. Dopo questa fusione, il territorio della città libera di Kempten è stato leggermente aumentato assorbendo alcuni comuni dell'ex distretto di Kempten.

## Geografia
L'Alta Algovia è il distretto più meridionale della Germania; Il nome tedesco Oberallgäu significa letteralmente "Alta Algovia". Il termine Allgäu, da cui viene l'italiano Algovia, si applica alla parte delle Alpi situata in Svevia e alle sue propaggini settentrionali.
All'estremità meridionale del distretto si trovano alcune delle montagne più alte dell'Algovia, in particolare la Hochfrottspitze (2.649 m). Il fiume Iller (un affluente del Danubio) attraversa il distretto da sud a nord, passando per le città di Sonthofen e Immenstadt, tra le altre.
Nel distretto non ci sono fiumi navigabili. Il fiume Iller è il più grande fiume che attraversa il distretto, ma è molto poco profondo e ha molte dighe.

## Stemma
Lo stemma combina i colori e i simboli degli ex distretti di Kempten e Sonthofen:
Il lato sinistro mostra una montagna argentata su sfondo rosso, simbolo della principale catena montuosa dell'Algovia (Hochvogel).
Sul lato destro si trovano i tre leoni in campo dorato dello stemma della famiglia Staufen, ex duchi di Svevia.

## Città e comuni
(Abitanti il 31 dicembre 2023)
| Comuni del circondario | Città 1. Immenstadt im Allgäu (14 622) 2. Sonthofen (22 035) | Comuni 1. Altusried (10 430) 2. Bad Hindelang (5 427) 3. Balderschwang (383) 4. Betzigau (3 007) 5. Blaichach (5 794) 6. Bolsterlang (1 131) 7. Buchenberg (4 207) 8. Burgberg im Allgäu (3 219) 9. Dietmannsried (8 535) 10. Durach (7 356) 11. Fischen im Allgäu (3 362) 12. Haldenwang (3 876) 13. Lauben (3 450) 14. Missen-Wilhams (1 540) 15. Obermaiselstein (1 034) 16. Oberstaufen (7 852) 17. Oberstdorf (9 773) 18. Ofterschwang (2 092) 19. Oy-Mittelberg (4 620) 20. Rettenberg (4 640) 21. Sulzberg (5 169) 22. Waltenhofen (9 975) 23. Weitnau (5 514) 24. Wertach (2 807) 25. Wiggensbach (5 135) 26. Wildpoldsried (2 591) |